# Association Sportive Dragon
La Association Sportive Dragon (más conocida como AS Dragon) es un equipo de fútbol de la ciudad de Papeete, en la Polinesia Francesa. Fue fundado en 1968 y representa a la comunidad china del país. Juega en la Primera División de Tahití, liga que ganó en tres ocasiones.

## Palmarés
- Primera División de Tahití (3): 2012, 2013 y 2017.
- Copa de Tahití (6): 1997, 2001, 2004, 2013, 2016 y 2018.
- Supercopa de Tahití (2): 1997 y 2016.